# Leopold Duźniak
Leopold Marian Duźniak (ur. 7 września 1900 w Krowodrzy, zm. 7 marca 1974 w Szczecinie) – polski piłkarz występujący na pozycji napastnika, reprezentant Polski.

## Kariera klubowa
W trakcie kariery klubowej występował w Olszy Kraków.

## Kariera reprezentacyjna
W reprezentacji Polski wystąpił raz, w rozegranym 3 września 1922 spotkaniu z Rumunią, które Polska zremisowała 1:1. Duźniak strzelił jedyną bramkę dla Polski.

## Życie prywatne
Po II wojnie światowej pracował jako działacz i kapitan związkowy w OZPN w Szczecinie.